# Grynet Molvig
Ann-Kristin Molvig, detta Grynet (Rygge, 23 dicembre 1942), è un'attrice e cantante norvegese, che dopo aver tentato la carriera nel mondo della musica, riuscì a vincere il premio come miglior attrice al festival cinematografico internazionale di Mosca 1967 per il suo ruolo in Princessan. Nel 2006 torna sulle scene dopo una lunga assenza con un ruolo nel musical Sweet Charity.
Si è sposata due volte, prima con Alfred Janson, da cui ha avuto un figlio, Teodor, poi con il conte svedese Carl Adam Lewenhaupt.
Grynet Molvig pubblica molti singoli per l'etichetta discografica RCA tra il 1961 e il 1965. Nel 1964 pubblica l'album Grynet per RCA. Dieci anni più tardi, con l'aiuto del produttore Zetterholm, pubblica il suo secondo LP, Älskog, commercializzato dalla YTF. Nel 1975, il suo terzo e ultimo disco è Grynet Sjunger Grieg, in collaborazione con il coro di Göteborg con cui pubblica l'album per Proprius, etichetta di una divisione della Naxos Records.

## Filmografia

### Cinema
- Sønner av Norge (1961)
- Operasjon Løvsprett (1962)
- Blåjackor, regia di Arne Mattsson (1964)
- Stompa forelsker seg (1965)
- Princessan, regia di Åke Falck (1966)
- Spader, Madame! (1969)
- Mannen som slutade röka, regia di Tage Danielsson (1972)
- SOPOR (1981)
- Folk og røvere i Kardemomme by (1988)

## Discografia

### Album
- 1964 - Grynet
- 1974 - Älskog (con Finn Zetterholm)
- 1975 - Grynet Sjunger Grieg (con Göteborgs Kammarkör)

### Singoli
- 1961 - Bare Bitte Lite Grann / Kjærlighet Forstår Du Deg Ikke På (RCA)
- 1961 - Du Må Ikke SItte Oppe Og Vente På Meg / D'er Utsikt Til Bryllup (RCA)
- 1961 - Ingen Blomster / Far Cha Cha (con Willy Andresens Kvartett) (RCA)
- 1961 - Cinderella (RCA)
- 1961 - Alle Hjerter Slår Hvor Elis'beth Går / Alexander (RCA)
- 1962 - Det Er Fest Oppi Lia (RCA)
- 1962 - Di-Di O Dei / Johan På Snippen (RCA)
- 1963 - Ser Du Jan Så Hils Fra Meg = Hälsa Mikael Från Mig (RCA)
- 1964 - Jeg Må Dra Avsted / Hallo Dolly (RCA)
- 1964 - Lykkeland / Det Er Så Ensomt Å Leve Uten Deg (RCA)
- 1964 - Jenka (Letkis) / Morfars Husmannsplass (con la Mats Olssons Orkester) (RCA)
- 1964 - Isidor (con la Mats Olssons Orkester) (RCA)
- 1965 - Jeg Vil Bli Berømt (RCA)
- 1966 - Grynet Molvig Og Kirsti Sparbo I Fargefilmen Stompa Forelsker Seg! (con Kirsti Sparboe) (Triola)
- 1966 - Inter Er Nytt Under Solen (Triola)